# Banksia marginata
Banksia marginata is een soort boom of houtachtige struik, uit de familie Proteaceae, die voorkomt in een groot deel van het zuidoosten van Australië en tot 12 meter hoog kan worden. De gele bloemaren verschijnen van eind van de zomer tot in het begin van de  winter. Hij komt voor van het Eyre Peninsula in Zuid-Australië, naar het noorden tot Armidale en op Tasmanië en de eilanden in Straat Bass.
... · 
B. aemula · 
B. attenuata · 
B. baxteri · 
B. brownii · 
B. canei · 
B. ericifolia · 
B. integrifolia · 
B. marginata · 
B. prionotes · 
B. serrata · 
B. sphaerocarpa · 
B. verticillata · 
...